# Стефан Аврамов (преводач)
Вижте пояснителната страница за други личности с името Стефан Аврамов.
Стефан Аврамов е български преводач, известен с преводите си на произведенията на Майкъл Шейбон, Дона Тарт и Марлон Джеймс.

## Биография
Стефан Иванов Аврамов е роден на 24 януари 1978 г. в гр. София, България. Завършва средното си образование в гр. Нова Загора, а след това е приет в бакалавърските програми на Софийски университет „Св. Климент Охридски" по Славянски филологии и Иранистика.
Кариерата му започва от Център за съвременни изкуства „Сорос“ и преминава през Център за култура и дебати „Червената къща“. Продължителен период от време се занимава с реклама в Медийна агенция „Аргент“.
Превел е следните произведения:
- Гай Вандерхейг, „Момчето на англичанина“
- Марлон Джеймс, „Черен леопард, червен вълк“
- Джон Еспозито, „Ислямската заплаха: мит или реалност“
- Антъни Леви, „Кардинал Ришельо“
- Силия Рийс, „Малката вещица“
- Кевин Робъртс, „Марките на любовта“
- Пол Стратърн, „Медичите: Кръстниците на Ренесанса“
- Дона Тарт, „Тайната история“, „Малкият приятел“[1]
- Скарлет Томас, „Краят на господин Y“
- Изабела Хамад, „Парижанина"
- Майкъл Шейбон, „Невероятните приключения на Кавалиър и Клей“, „Лунно сияние“

Стефан Аврамов е номиниран за наградата „Кръстан Дянков“ на Фондация „Елизабет Костова“ за художествен превод от английски на български език през 2019 г. за превода си на романа „Лунно сияние“ на Майкъл Шейбон. През 2021 г. печели посмъртно наградата „Кръстан Дянков“ на Фондация „Елизабет Костова“ за превода си на романа „Черен леопард, червен вълк“ на Марлон Джеймс. През 2022 г. преводът му на романа "Парижанина" от Изабела Хамад попада в краткия списък с номинирани за "Кръстан Дянков". 
Стефан Аврамов умира на 14 април 2021 г. в София. Нереализиран остава идейният му проект за превод на български език на поредица от творби на африкански автори.